# My Place
My Place is een nummer van de Amerikaanse rapper Nelly uit 2004, in samenwerking met de Amerikaanse R&B-zanger Jaheim. Het is de eerste single van zijn vierde studioalbum Suit.
"My Place" bevat samples uit Teddy Pendergrass' "Come Go with Me" en Labelle's hit "Isn't It a Shame". Ook bevat het een korte sample uit "I Like It" van DeBarge. Het nummer werd een hit in de VS, Europa en Oceanië. In de Amerikaanse Billboard Hot 100 haalde het de 4e positie. In de Nederlandse Top 40 haalde het de nummer 2-positie, en in de Vlaamse Ultratop 50 haalde het de 17e positie.